# 新野町 (阿南市)
新野町（あらたのちょう）は、徳島県阿南市の町名。2014年3月31日現在の人口は3,814人、世帯数は1,432世帯。郵便番号は〒779-1510。

## 地理

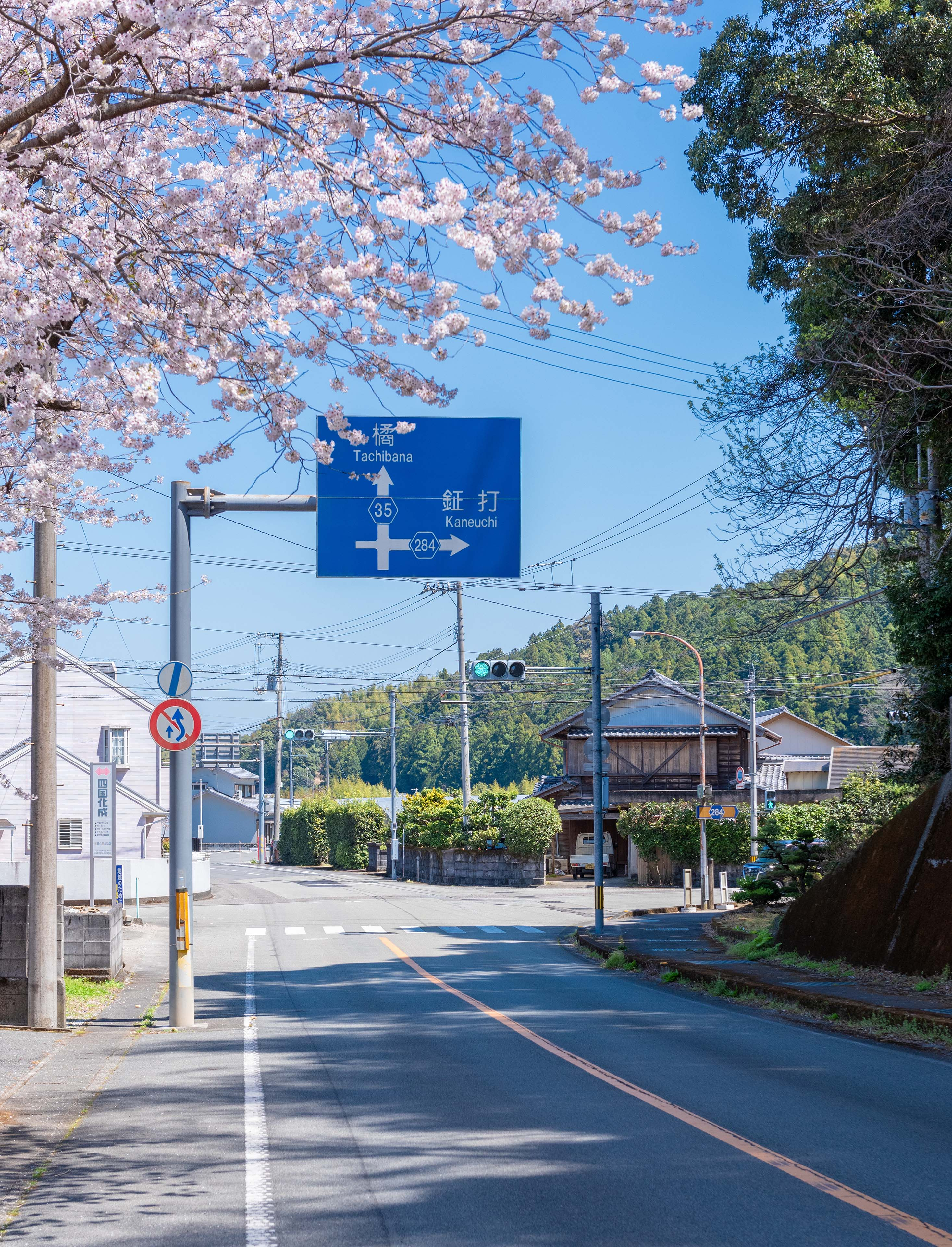
新野町西馬場

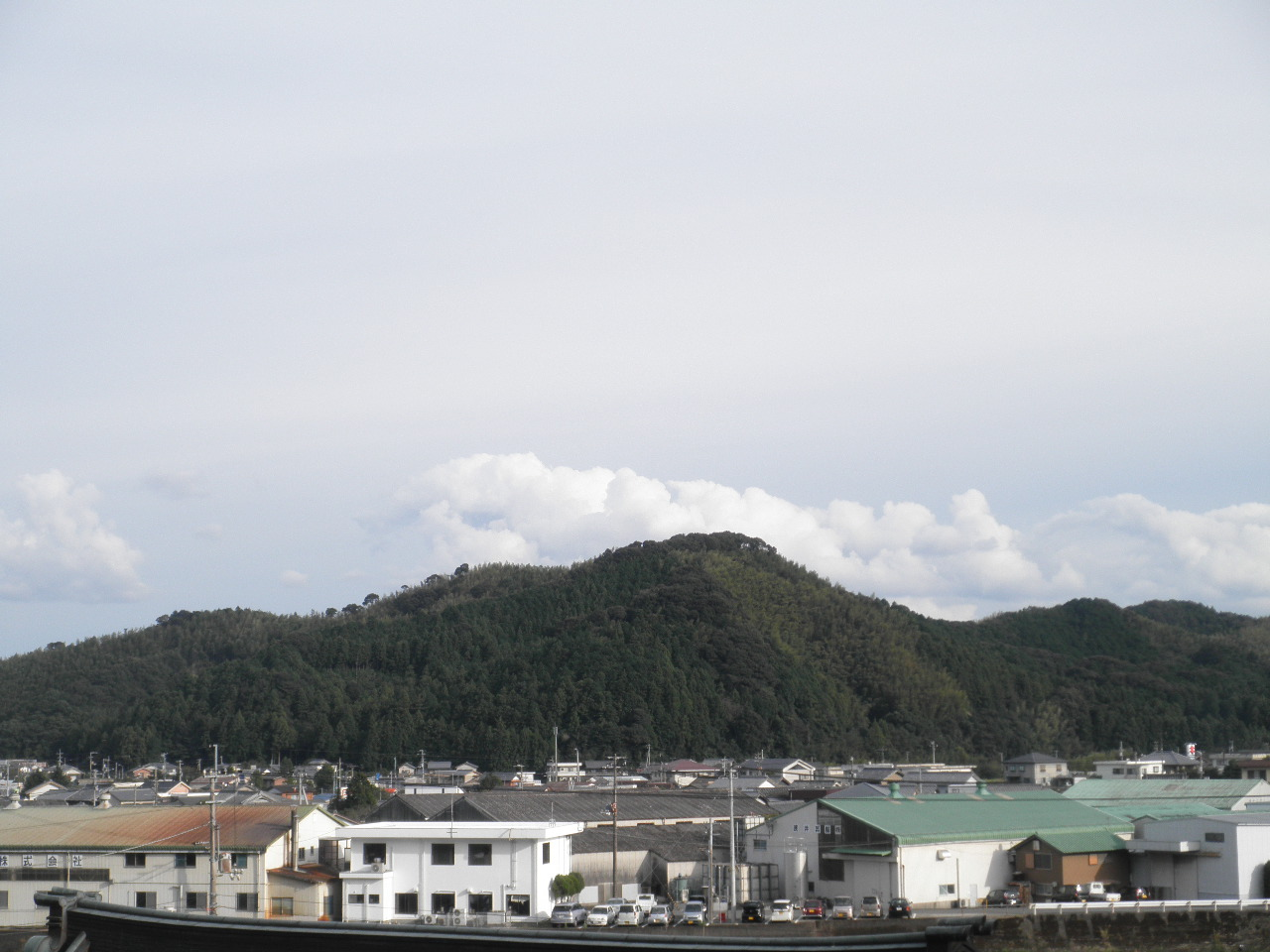
新野町の街並み

阿南市の中央部から南西部、桑野川の上流に位置する。東から南東は福井町、西は那賀郡那賀町に接する。
四方を山に囲まれ、山間を東西に走る徳島県道35号阿南相生線、南北に走る徳島県道284号山口鉦打線により他町と結びついている。

### 山岳
- 後世山
- 矢筈山
- 一升ヶ森

### 河川
- 桑野川

### 小字
| - 秋山 - 宇井谷 - 馬見 - 海老川 - 生谷 - 大谷 - 大歳 - 岡ノ端 - 岡花 - 樫房 | - 片山 - 川亦 - 川又 - 川向 - 北宮ノ久保 - 木戸 - 久田 - 清貞 - 喜来 - 暮石 | - 桑内 - 小砂取 - 是国 - 西光寺 - 貞信 - 貞持 - 重友 - 城田 - 新田 - 新富 | - 助道 - 谷口 - 月夜 - 常政 - 友常 - 豊田木戸 - 長里 - 名光 - 鉛ケ谷 - 西地 | - 西馬場 - 廿歩 - 入田 - 信里 - 葉池谷 - 廿枝 - 花坂 - 花免 - 馬場 - 林 | - 東谷 - 東馬場 - 東山 - 平川内 - 広重 - 藤谷 - 反古田 - 本田 - 前田 - 南宮ノ久保 | - 宮ノ北 - 宮前 - 妙見前 - 室ノ久保 - 元信 - 安行 - 行友 - 柳田 |  |

## 歴史
元は那賀郡新野町で、1958年（昭和33年）に阿南市が誕生し、現在の阿南市新野町となる。

## 施設

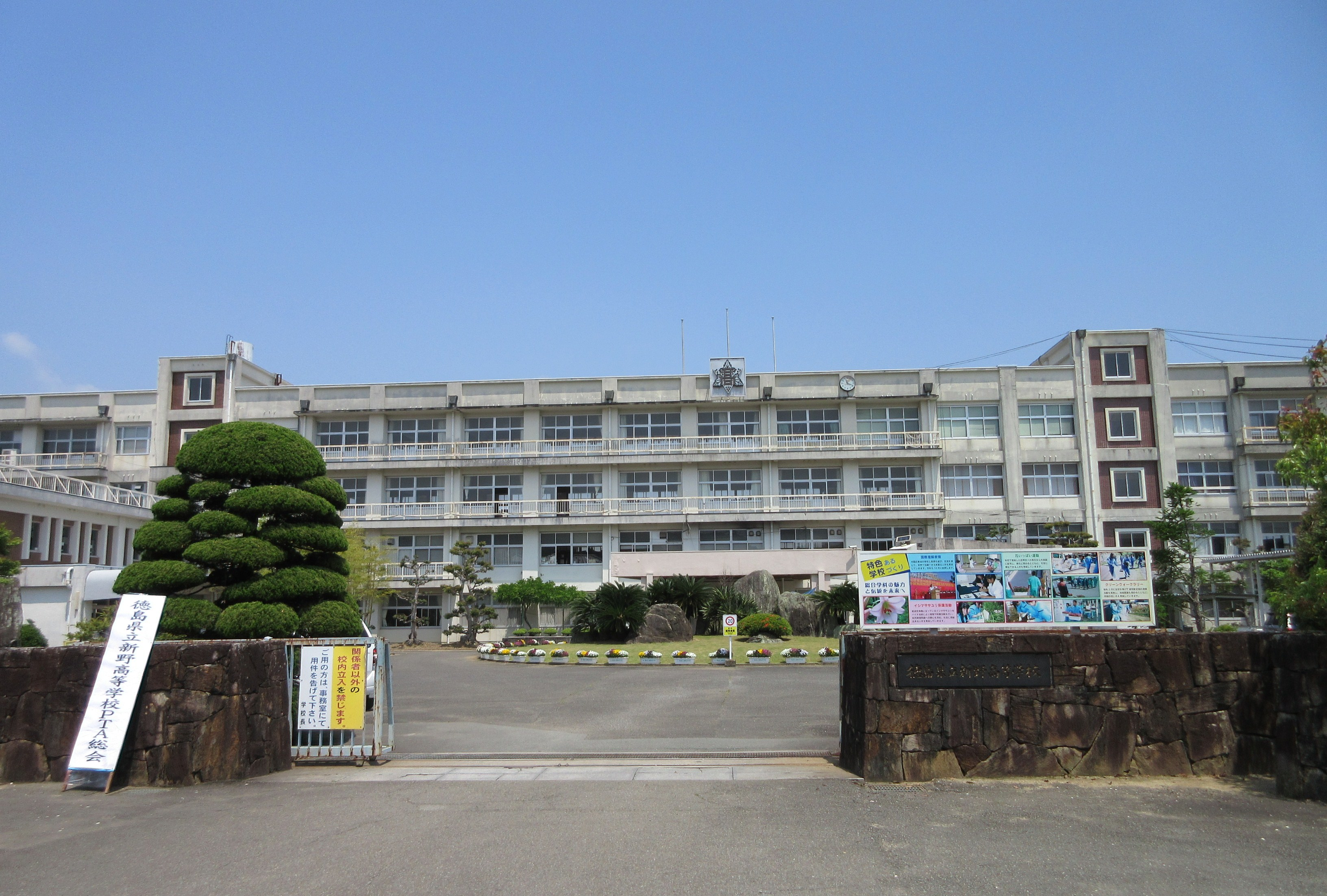
徳島県立新野高等学校

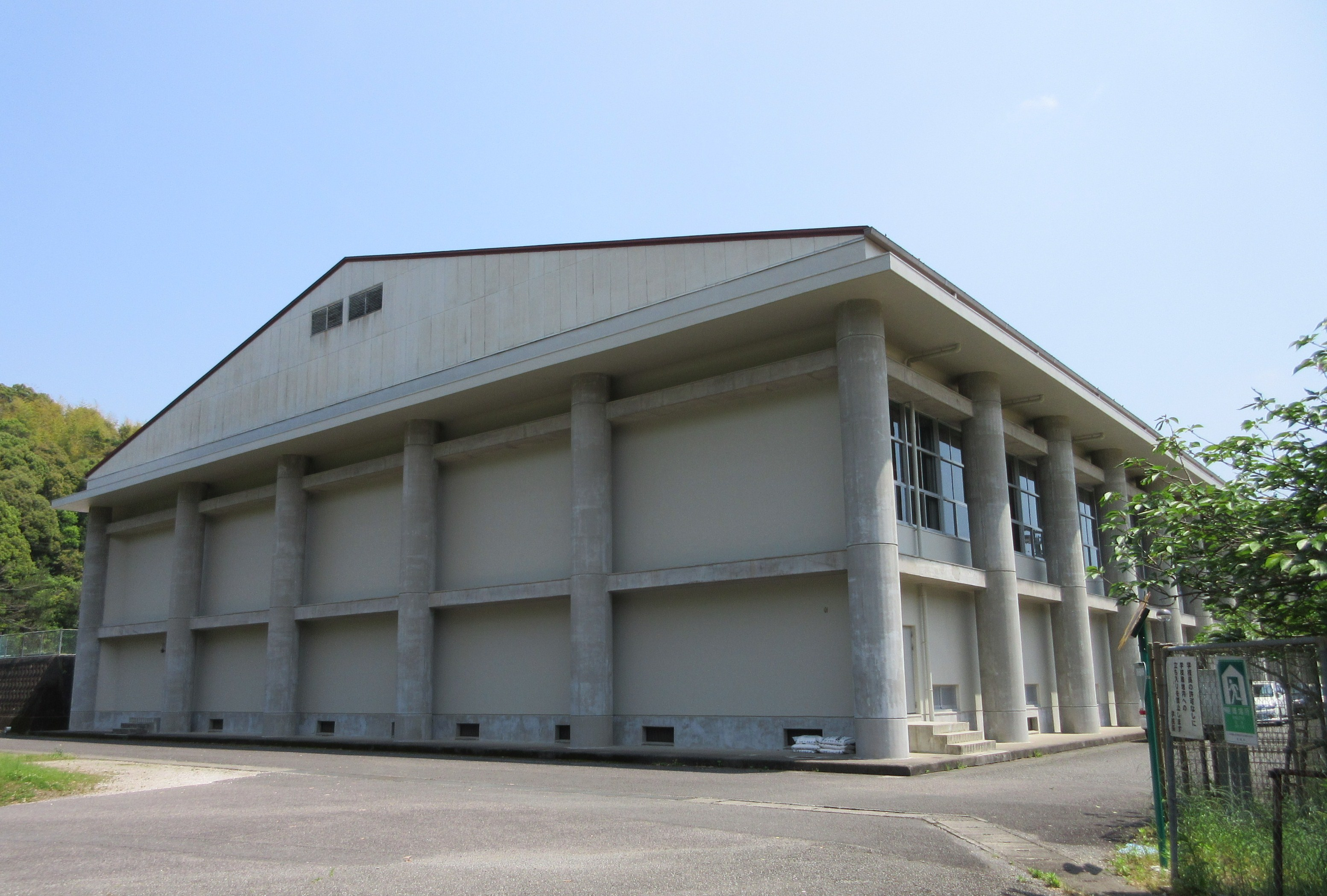
阿南市立新野中学校

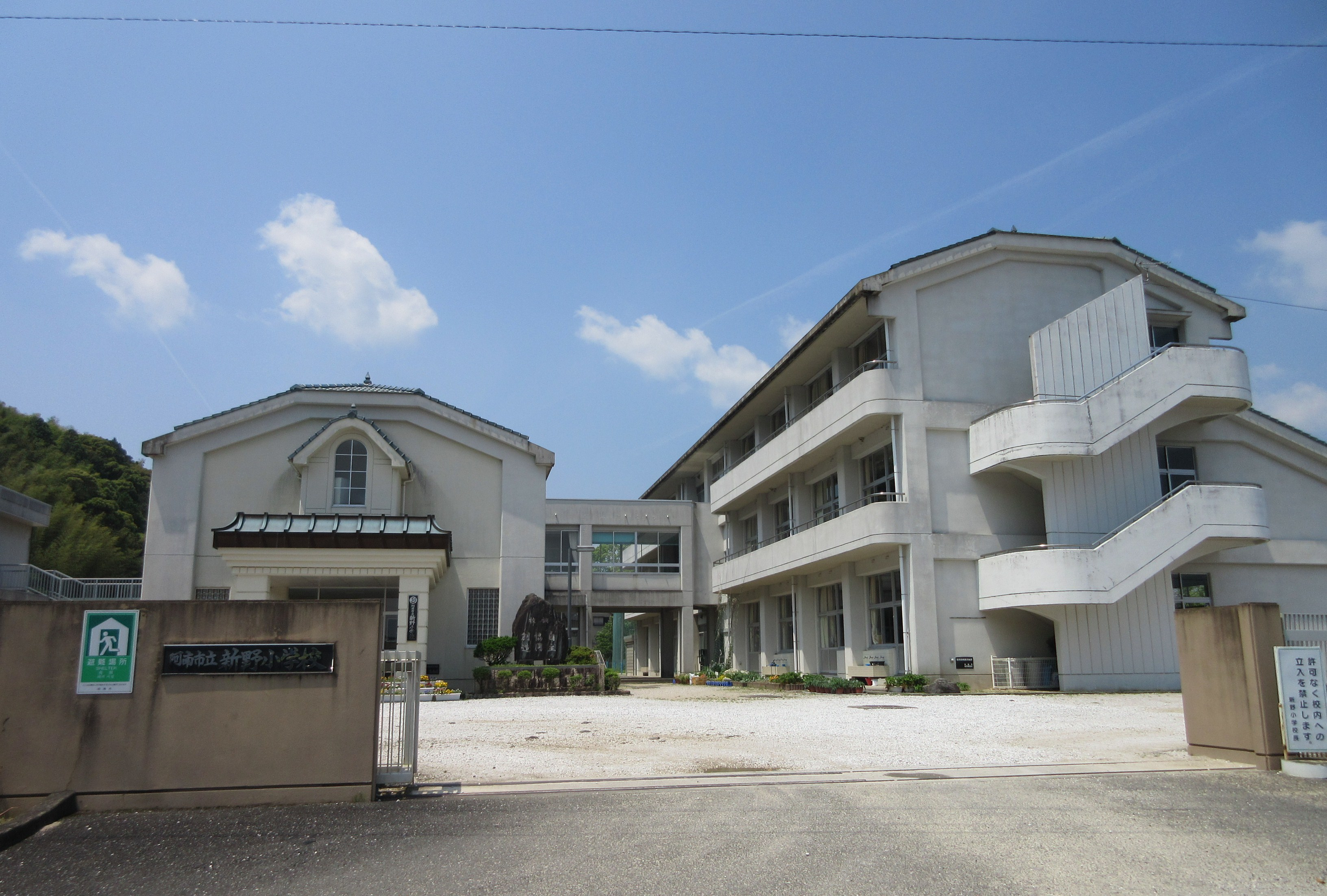
阿南市立新野小学校

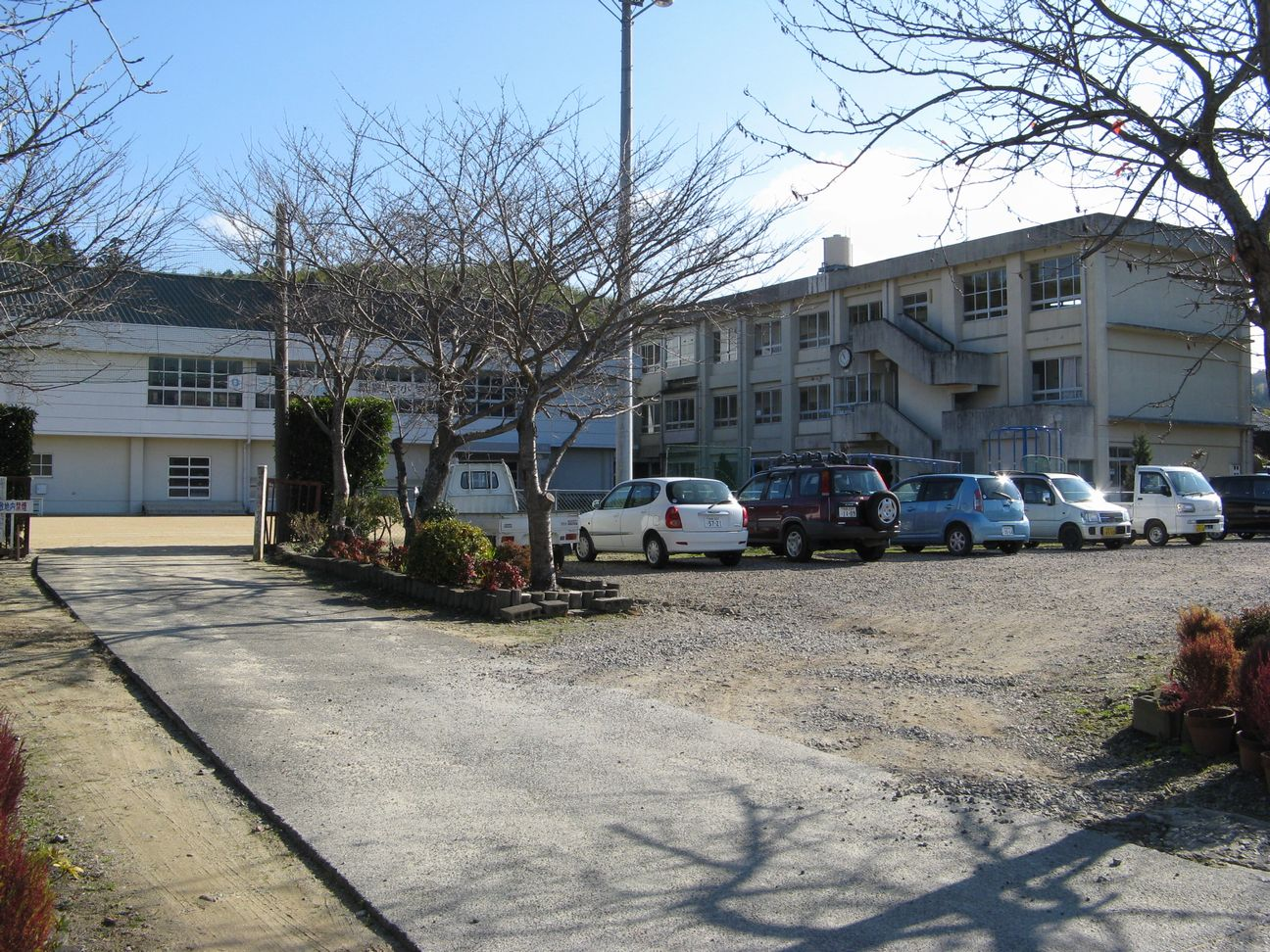
阿南市立新野東小学校

### 公共施設
- 新野郵便局

### 教育機関
- 徳島県立阿南光高等学校新野キャンパス
- 阿南市立新野中学校
- 阿南市立新野小学校
- 阿南市立新野東小学校

### 社寺・史跡
- 轟神社
- 室比賣神社
- 浮島神社
- 平等寺 - 四国八十八箇所霊場第二十二番札所
- 神宮寺 - 新四国曼荼羅霊場第八十三番札所

### かつて存在した施設
- 阿南市立新野西小学校
- 徳島県立新野高等学校

## 交通

### 鉄道

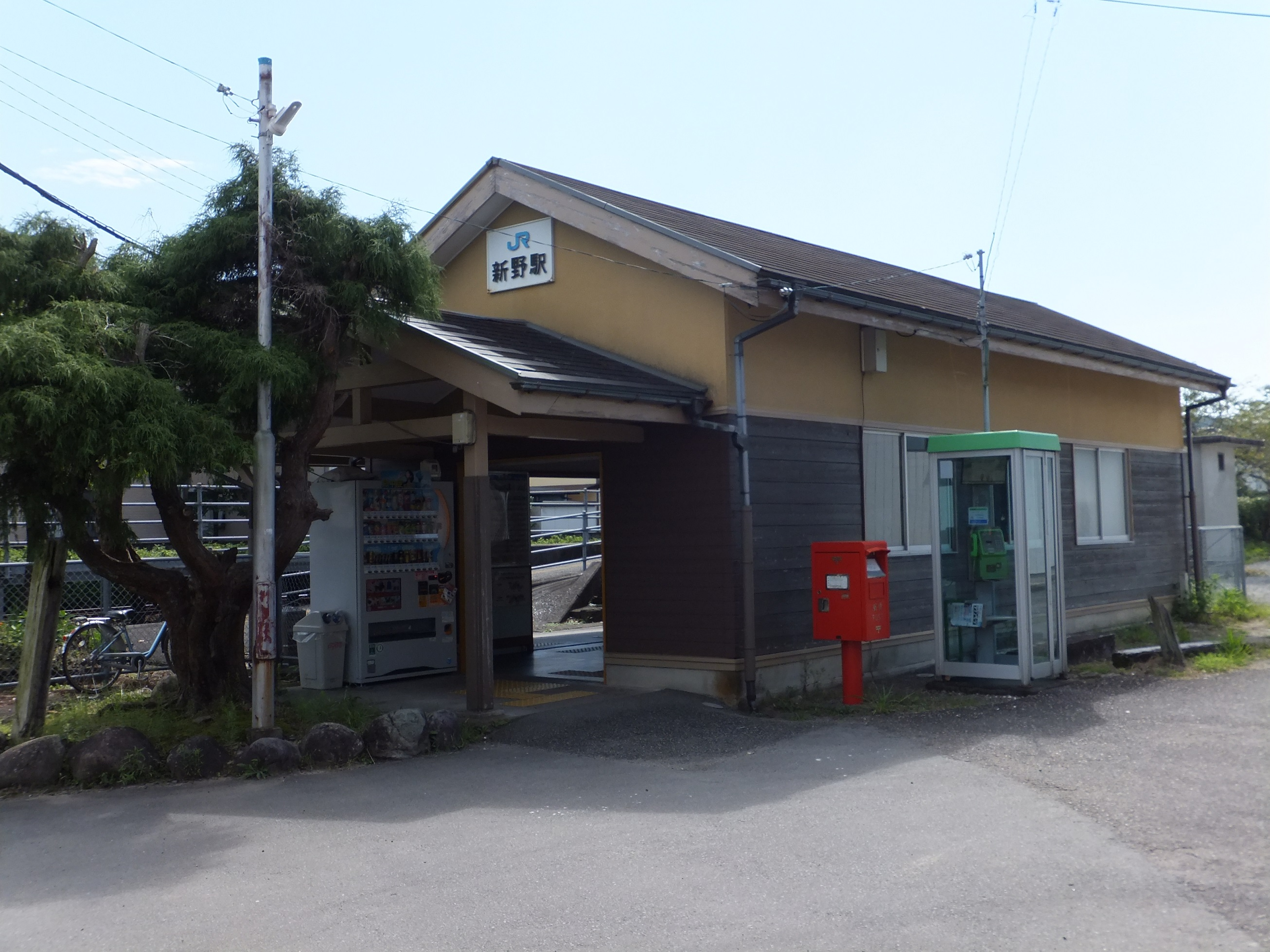
新野駅

四国旅客鉄道（JR四国）牟岐線が通り、新野駅が設置されている。

### 道路
地域高規格道路
- 福井道路（阿南安芸自動車道） - 現在未開通
  - 新野インターチェンジ

都道府県道
- 徳島県道24号羽ノ浦福井線
- 徳島県道35号阿南相生線
- 徳島県道176号新野停車場線
- 徳島県道284号山口鉦打線